# Valeriu Gafencu
Valeriu Gafencu (n. 24 ianuarie 1921, Sîngerei, România – d. 18 februarie 1952, Târgu Ocna, Bacău, România) a fost un legionar român, refugiat împreună cu familia din Basarabia ocupată de sovietici, care a îndeplinit funcția de conducător al organizației legionare Frățiile de Cruce din orașul Iași și regiunea Basarabiei, în perioada 1940–1941. 
În ianuarie 1941, în postura de student al Facultății de Drept din Iași și în contextul Rebeliunii legionare din aceeași lună, a comunicat elevilor unor licee din Iași ca aceștia să nu se prezinte la cursuri în scop de nesupunere față de regimul lui Ion Antonescu. După înăbușirea rebeliunii a fost arestat și condamnat în mai 1941 la o pedeapsă de 3 luni și o zi închisoare corecțională pentru „instigare publică”. După eliberare și-a reluat activitatea de propagandă legionară, fiind rearestat în toamna anului 1941 și condamnat într-un lot de alți complici în decembrie același an, de către un tribunal militar, la o pedeapsă de 25 ani muncă silnică pentru „Crima de Constituire de Asociațiune și activitate legionară potrivnică ordinei existente în Stat”. A fost închis la Penitenciarul Aiud, timp în care a trăit o criză mistică și s-a dedicat pentru ortodoxie, și transferat în 1946 de regimul comunist la Pitești, reducându-se cu această ocazie pedeapsa cu 6 ani. Însă, pe fondul tuberculozei, insuficienței cardiace și apendicitei a fost transferat în 1950 la Penitenciarul-Spital Târgu Ocna, unde în urma agravării sănătății a decedat doi ani mai târziu.
După căderea regimului comunist în România persoana lui a făcut obiectul unor discuții privind o eventuală canonizare de către Biserica Ortodoxă Română (BOR), pe fondul unor lucrări memorialistice ale lui Nicolae Steinhardt și Ioan Ianolide, fenomenului „Sfinții închisorilor” care lua amploare în Europa postcomunistă și al „martirajului competitiv”, competiția postcomunistă dintre victimele Holocaustului și ale Gulagului. Promotorii au scos în evidență o presupusă salvare a pastorului Richard Wurmbrand la Târgu Ocna cu tratamentul propriu al lui Gafencu cu streptomicină, în dauna propriei vieți. Deși acțiunea în sine nu a putut fi dovedită de aceștia, unde conform discuțiilor cu alți deținuți Gafencu încă colporta ideile antisemite și era dedicat Mișcării Legionare, efigia lui a început să fie folosită abuziv în anii 2000 de grupări neolegionare și ortodoxiste drept paravan și obiect de cult cu scop de legitimare împotriva acuzațiilor de antisemitism și extremism aduse extremei drepte, în direcția reabilitarării mișcării și căutării expresiei în lumea contemporană.
Ca parte a acestui cult a fost și numirea acestuia ca cetățean de onoare al orașului Târgu Ocna în 2009, unde potrivit unui autor, logica simbolică care stă în spate ține ca regimul comunist – care l-a ținut închis, dar nu și condamnat – să fie dovedit criminal iar comunitatea să își ceară scuze pentru o presupusă nedreptate. Astfel se urmărește eroizarea imaginii legionarului și o monopolizare subtilă a continuatorilor Mișcării Legionare asupra rezistenței anticomuniste din România, nejustificată de realitate. Numirea a fost contracarată fără succes de Institutul Național pentru Studierea Holocaustului din România „Elie Wiesel” în 2013, iar cultul în ansamblu sporit ca urmare a publicității și a intervenției pozitive a lui Radu Preda din 2014, în calitate de director al Institutului de Investigare a Crimelor Comunismului și Memoria Exilului Românesc. În ultimii ani au fost dedicate cărți și reviste, precum și un timbru al Republicii Moldova cu chipul acestuia și un bust în Chișinău.
În prezent există curentele de opinie conform cărora acțiunea Institutului „Elie Wiesel” ar fi fost lăudabilă dacă Gafencu ar fi luat direct parte la Holocaustul din România, fie ca legionar, fie ca oficial militar al dictaturii lui Ion Antonescu, precum și faptul că Gafencu este într-adevăr un model de comportament creștin și fiind demn de sanctificare, dar cu condiția ca suporterii acțiunii să dovedească (Ei incumbit probatio qui dicit, non qui negat) faptul că victima regăsise adevăratul creștinism și renunțase la legionarism înaintea morții.
În ultimii ani BOR a luat distanță de propunere, însă anumite grupări de extremă dreaptă, inclusiv cele care se află sub paravanul anticomunismului și asocierii foștilor deținuți politici, fac presiuni.

## Biografie

### Educația și activitatea politică
Valeriu Gafencu s-a născut în 24 ianuarie 1921 în Sîngerei, județul Bălți, în teritoriul actualei Republici Moldova.
A urmat școala primară la Sângerei și Liceul Teoretic „Ion Creangă” din Bălți între 1932–1940. A absolvit liceul în vara anului 1940 și s-a înscris la Facultatea de Drept din Iași, în toamna aceluiași an. La câteva zile după absolvirea liceului a fost martor la Ocupația sovietică a Basarabiei și Bucovinei de Nord. Gafencu a trecut Prutul împreună cu tatăl, mama și surorile sale și s-au refugiat la Iași. Fiul, împreună cu tatăl, au revenit în Basarabia ocupată, pentru rezolvarea unor probleme legate de gospodăria părăsită.
În anul 1937 a devenit legionar, conform propriilor declarații, la vârsta de 16 ani. În același an a participat la campania electorală, în cadrul Partidului „Totul pentru Țară”. Acesta a fost șeful organizației legionare de tineret „Frățiile de Cruce” (FDC) din regiunea Basarabia, îndrumând un grup de tineri proveniți de la diverse licee ieșene. Contrar anumitor mărturii, Gafencu nu a fost un simplu membru FDC.
În anul 1941 Gafencu era student în anul al II-lea la Facultatea de Drept și Filosofie din Iași și a locuit în Iași, inițial pe str. Păcurari nr. 9 și apoi pe str. Florilor nr. 10. A condus din 19 ianuarie 1941 organizația legionară „Frățiile de Cruce” din orașul Iași, luând în primire sediul organizației de pe str. Lăpușneanu de la Anatole Sarău, care a plecat la București.
La 21 ianuarie 1941, în perioada Rebeliunii legionare, Valeriu Gafencu a dat conducerii Liceului de Băieți „Mihail Kogălniceanu” din Iași un ordin verbal pentru suspendarea cursurilor timp de o oră (între 10 și 11) și s-a adresat elevilor liceului, adăugând cu acest prilej că „elevii sunt un explozibil mai puternic decât dinamita, că sunt elita și conducătorii de mâine ai țării și că avem dușmani înlăuntru pe iudeo-masoni, iar în afară, pe Ruși, care ocupă mereu câte un ostrov din Delta Dunării”. Două zile mai târziu doi tineri legionari s-au prezentat la școală și au anunțat suspendarea cursurilor din ordinul prefectului și au lipit afișe pentru participarea elevilor la o întrunire. Ceva mai târziu a venit și Valeriu Gafencu pentru a verifica executarea ordinului. Elevii au fost împiedicați să se prezinte la cursuri în ziua de 23 ianuarie 1941, iar unii și în ziua următoare, consemnează un raport din 30 ianuarie 1941 al directorului Liceului de Băieți „M. Kogălniceanu” din Iași. Potrivit unui comunicat al Institutului „Elie Wiesel”, Gafencu l-ar fi înarmat pe elevul Gheorghe Ciutacu de la Liceul Internat pentru a putea lua parte la manifestații.

### Arestarea și condamnarea
După organizarea grevei elevilor împotriva persecuțiilor orchestrate împotriva legionarilor de către regimul Ion Antonescu și înăbușirea Rebeliuni legionare, Valeriu Gafencu a fost învinuit că, în calitate de conducător al Frățiilor de Cruce din Iași, i-a instigat pe elevii Liceului Internat și Liceului de Fete „Oltea Doamna” să nu se prezinte la cursuri în ziua de 23 ianuarie 1941, fapt care a fost perceput de autoritățile antonesciene ca un act de „nesupunere față de autoritățile școlare”. Într-o declarație dată la 15 martie 1941 în fața judecătorului de instrucție al cabinetului No. 3 de pe lângă Tribunalul Militar al Corpului 4 Armată, Valeriu Gafencu a recunoscut că a avut ședințe cu membrii Frățiilor de Cruce în zilele de 21 și 22 ianuarie la sediul de pe str. Lăpușneanu, a condus coloana Frățiilor de Cruce de la sediul organizației până la cazarma de pe str. Lascăr Catargi în după amiaza zilei de 22 ianuarie, a participat la manifestațiile legionare din Piața Unirii din seara zilei de 22 ianuarie și s-a prezentat în dimineața zilei de 23 ianuarie la Liceul Internat și la Liceul „Oltea Doamna” pentru a comunica suspendarea cursurilor în acea zi, afirmând că a făcut acest lucru din proprie inițiativă. Tot atunci a negat însă că i-ar fi îmbrăcat pe elevi în cămăși negre și că i-ar fi înarmat cu pistoale. Valeriu Gafencu a fost condamnat, într-un lot de 18 persoane, prin sentința nr.485/94 din 25 mai 1941 a Tribunalului Militar al Corpului IV Armată la o pedeapsă de 3 luni și o zi închisoare corecțională și 2.000 lei amendă corecțională pentru „instigare publică”.
A fost eliberat la scurt timp și a plecat la munte, apoi s-a întors acasă și și-a susținut examenele de sfârșit de an. Și-a reluat apoi activitatea de propagandă legionară, iar în toamna anului 1941 a fost surprins de autoritățile regimului Antonescu împreună cu Paul Miron în timpul unui ritual legionar organizat în via Weisbuch din cartierul Copou (din nordul Iașului). În declarația dată la 23 noiembrie 1941 în fața șefului patrulei el și-a asumat integral vina pentru organizarea acelei ședințe legionare și a susținut că nu a urmărit „niciun gând rău pentru Națiunea mea”, ci că dorea doar reabilitarea Mișcării Legionare, al cărui „ideal atâta de curat și măreț” fusese compromis de conducătorii ei „de mâna a doua, mai slabi ca moral, departe de linia de conduită a Căpitanului”. I s-a imputat cu acest prilej că ar fi recrutat câțiva elevi ai Liceului Militar din Iași prin intermediul lui Paul Miron și Mircea Burlibașa (elevi în clasa a V-a la acest liceu) și că ar fi organizat, împreună cu aceștia, o ședință legionară secretă.
Valeriu Gafencu a fost judecat din nou și condamnat prin sentința nr. 2374/941 din 5 decembrie 1941 a Curții Marțiale a Corpului 4 Armată la o pedeapsă de 25 ani muncă silnică și 1.000 lei cheltuieli de judecată pentru „Crima de Constituire de Asociațiune și activitate legionară potrivnică ordinei existente în Stat”, sub regimul Ion Antonescu. Elevii Paul Miron și Mircea Burlibașa au fost condamnați pentru același delict la câte 15 ani muncă silnică și 500 lei cheltuieli de judecată, în timp ce ceilalți patru elevi (Ilie Niță, Mihai Onică, Traian Păstrăvanu și Vasile Mihăilescu), cărora li s-au găsit circumstanțe atenuante, au fost condamnați pentru „Crima de participare la o adunare a unei asociațiuni cu caracter legionar potrivnică ordinei existente în Stat” la câte 3 ani închisoare corecțională și 300 lei cheltuieli de judecată.

### Perioada de încarcerare
A fost încarcerat prima dată la Închisoarea Aiud, în perioada 1942–1948. În perioada de detenție, pe care a avut-o pe rând la Aiud, Pitești și Târgu Ocna, a trăit o criză mistică și a început să capete o latură ortodoxistă, motiv pentru care Nicolae Steinhardt l-a numit mai târziu „sfântul închisorilor”. Din cei 32 de ani de viață, 12 (sau 11 după o altă sursă) i-a petrecut în mediul de închisoare.

#### Aiud
În cadrul Aiudului făcea parte din gruparea lui Traian Trifan, formată din Marian Traian, Maxim (Marin) Naidin, Ioan Ianolide, Iulian Bălan, Nicolae Mazăre, Nicolae Trifoi, Pleniță Popescu (zis și „Popescu Dumnezeu”), Anghel Papacioc și Jacotă Popescu, grupare orientată spre o dimensiune mistico- religioasă dar și ideologică. Potrivit istoricului Mihai Demetriade, citând dosarul de la ACNSAS, gruparea exagera în posturi și rugăciuni, urmând în continuare linia legionară și erau „acuzați de preoți că sunt sectari, ieșiți din ortodoxie.” O parte a acestui grup însă (cu excepția lui Traian Trifan și Anghel Papacioc) împărtășeau, folosind expresia proprie, o „nouă linie legionară”, prin care se punea accentul pe morala creștină, respingând folosirea violenței, nerecunoscându-i drept „martiri” pe Căpitan, Nicadori, Decemviri ori pe Ion Moța, vorbind despre necesitatea unei „revoluții spirituale”, fără să renunțe însă la angajamentele legionare (naționalism, antisemitism, cultul liderului etc.). Potrivit istoricului Cristian Sandache, câțiva dintre tineri erau naționaliști, unii dintre ei fiind foști legionari, care s-au remarcat prin tărie de caracter și râvnă creștinească.
Nu este clar ce tip de discurs teologic produceau acești adepți sau în ce măsură suportul ideologic legionar a furnizat credinței o scenografie de suport, deloc neglijabilă ca impact. Demetriade a mai adus aminte de varianta de Weltanschauung, care asumă și credința și fascismul în același timp. De asemenea, tot acesta este de acord că este vorba de un ortodoxism militant, sensibil la destinul unui „corp de elită”, care furnizase, în principal, rațiunile fidelității și l’esprit du corp⁠(en)[traduceți] – răspuns venit la întrebarea, ocultată în istoriografia română printr-o confuzie cu repercusiuni grave (precum recuperarea pe linie „ortodoxă” a „martirilor” legionari, folosindu-se practicile și crezul lor „creștin”), dacă creștinismul ortodox militant provenit din interiorul fidelilor legionari este comparabil cu poziționarea religioasă non-ideologică. Astfel, grupul celor auto-delimitați religios a fost o expresie a fracționismului legionar, construind, pe aceleași fundamente mitologice, o cale specifică. Totodată, „creștinismul” acestora nu poate fi delimitat de ideologia fascistă, al cărei rol mesianic asigura perspectiva istoricistă necesară visului unei „Românii milenare”.
Efortul duhovnicesc al misticilor era structurat pe trei coordonate: lecturi biblice și teologice, viața liturgică și rugăciunea inimii⁠(en)[traduceți]. În anul 1943 a fost izolat, împreună cu alți deținuți, în „Zarca” închisorii Aiud, unde, potrivit prietenului deținut Ioan Ianolide, a început să practice rugăciunea inimii și a înlocuit o mare parte a preocupărilor zilnice cu rugăciunea. Practicarea rugăciunii l-a transformat în plan sufletesc și l-a ajutat să depășească condițiile grele ale detenției, făcându-l să afirme: „Sunt atât de fericit încât aș vrea să strig în gura mare, să audă toată lumea strigătul meu [...], să ajungă fericirea mea până la Cer!”. În contextul extrem dat de „Zarcă” în anul 1943, Gafencu a devenit catalizatorul isihasmului în „grupul misticilor”, dobândirea rugăciunii inimii fiind ca urmare a îndrumării date de lucrarea anonimă intitulată Pelerinul rus. Ulterior, și restul grupului a aderat la efort, transfigurând viața acestora: „toate celelalte preocupări au dispărut, pentru a fi înlocuite cu rugăciunea”, conform lui Ioan Ianolide.
La 2 octombrie 1944, Parchetul Curții Marțiale C.I.T. Secția II-a Balș a trimis ordinul nr. 34638 către Penitenciarul Aiud, cerând punerea în libertate a deținutului Valeriu Gafencu pe motiv că fapta sa a fost amnistiată prin Decretul de Amnistiere nr. 1629/1944, dar conducerea penitenciarului a răspuns la 23 noiembrie 1944 că instrucțiunile primite nu permit eliberarea persoanelor condamnate pentru politică legionară. Cu toate acestea, doi ani mai târziu, pedeapsa inițială de 25 de ani de muncă silnică pe care o primise Valeriu Gafencu i-a fost redusă cu 6 ani și 3 luni prin hotărârea judecătorească nr. 1405/1946.

#### Pitești și Târgu Ocna
Ulterior, acesta a fost încarcerat la Închisoarea Pitești, între 1948–1949 sau iunie 1950.
În anul 1949, conducerea comunistă a dat o nouă sentință pentru continuarea pedepsei, condamnatul fiind transferat la sanatoriul-închisoare de la Târgu Ocna în stare gravă, slăbit, îmbolnăvit de tuberculoză, insuficiență cardiacă și apendicită. Potrivit istoricului Mihai Demetriade, acesta a fost transferat la Târgu Ocna în iunie 1950, împreună cu Ioan Ianolide. Valeriu Gafencu a continuat să practice rugăciunea inimii la penitenciarul Târgu Ocna și i-a învățat, potrivit unei alte mărturii, pe tinerii deținuți Octav Anastasescu (n. 1929) și Aurel Caramitru (1921–1953) să practice rugăciunea inimii prin rostirea ei între două bătăi ale inimii. Potrivit unei note informative din februarie 1952, cele trei coordonate ale activității deținuților erau strângerea ajutorului legionar; ridicarea moralului elementelor mai tinere și popularizarea misticismului religios, astfel Ianolide și Gafencu transformând atmosfera penitenciarului-spital prin concepte ca solidaritatea, efervescența culturală și căutarea spirituală. Securitatea l-a văzut responsabil pe Ianolide pentru „popularizarea misticismului religios”.
Gafencu s-a aflat în starea de boală mult timp, fiind retras la pat până la survenirea morții, iar trăirea suferinței a fost întipărită în memoria altor deținuți și a gardienilor. A murit de tuberculoză pulmonară la 18 februarie 1952, la vârsta de 31 de ani în timpul detenției la Penitenciarul-Spital Târgu Ocna, nedezicându-se niciodată de apartenența și rolul său în Mișcarea Legionară potrivit unui comunicat al Institutului „Elie Wiesel” din 2013. Pe de altă parte, istoricul Oliver Jens Schmitt l-a menționat pe Gafencu ca „fost legionar”. Istoricul Cristian Sandache a menționat că Gafencu a murit nu numai de tuberculoză, ci și de multe alte afecțiuni venite pe fondul chinurilor la care fusese supus, împreună cu alți deținuți.

#### Procesele post-mortem
Ioan Ianolide a fost transferat la București, în toamna anului 1958, în legătură cu procesul în care au fost incriminați toți membrii grupului mistic „Ianolide”, considerat „grup infracțional organizat”. Ancheta, instrumentată de Departamentul Securității Statului, a urmărit incriminarea preocupărilor deținuților în viața cotidiană la penitenciarul din Târgu Ocna. Astfel, preocupările acestora precum ocrotirea bolnavilor de la camera 4, organizarea de colecte, suportul moral și ajutorul medical au fost considerate activități legionare și implicit contrarevoluționare, servind ca argumente incriminatoare pentru acuzația de „organizare de ajutor reciproc cu scopuri dușmănoase”. De asemenea, Securitatea a incriminat, pe lângă solidaritate, și viața duhovnicească, ce a fost considerată o pregătire în continuarea activităților contrarevoluționare după ieșirea în libertate.

## Perioada postcomunistă

### Memorialistică
| “ | Din zbuciumul și suferința noastră Se-nalță-n zarea albastră Ca o catapeteasmă-n sărbătoare Imnul biruinței legionare. | ” |
|   | |   |

––strofă din „Imnul biruinței”, poezie scrisă de Valeriu Gafencu în care își exprimă direct crezul ideologic.
Perioada de închisoare i-a asigurat celebritatea lui Valeriu Gafencu în rândul deținuților închisorilor comuniste din România, fiind prezentat ca martir creștin. După 1989, Valeriu Gafencu s-a remarcat ca figură controversată, fiind admirat și contestat de două tabere diferite.

În perioada postcomunistă, în cartea memorialistică scrisă de Ioan Ianolide și publicată postum Întoarcerea la Hristos. Document pentru o lume nouă, 1982, Aiud, Pitești, Gherla, Târgu Ocna, cu cuvânt înainte de Gheorghe Calciu-Dumitreasa, Editura Christiana, București, 2006, a fost relatată informația potrivit căreia Valeriu Gafencu a obținut streptomicină în timpul detenției la Târgu Ocna de la admiratorul lui bolnav Victor (sau Aurel) Leonida Stratan, în anul 1951, și pe care Gafencu ar fi cedat-o pastorului Richard Wurmbrand, care se afla într-o stare gravă, salvându-l. O altă versiune a fost relatată într-un interviu de către Gheorghe Calciu-Dumitreasa și conform căreia „după eliberare, Wurmbrand, un evreu convertit care a stat la Târgu Ocna cu Valeriu [Gafencu], mi-a spus că primea în închisoare medicamente și nu știa de unde vin”. Informația a fost considerată drept legendă de către William Totok și de cercetătorii CNSAS Adrian Cioflâncă și Adriana Radu. Totok a mai adăugat faptul că este o legendă nesusținută documentar, afirmând că a fost promovată prin intermediul unei literaturi memorialistice îndoielnice sau articole din ziare lipsite de deontologie jurnalistică și că scrierea lui Ianolide, cu răspândire largă, reprezintă sursa primară pentru seria de mituri legate de Gafencu.

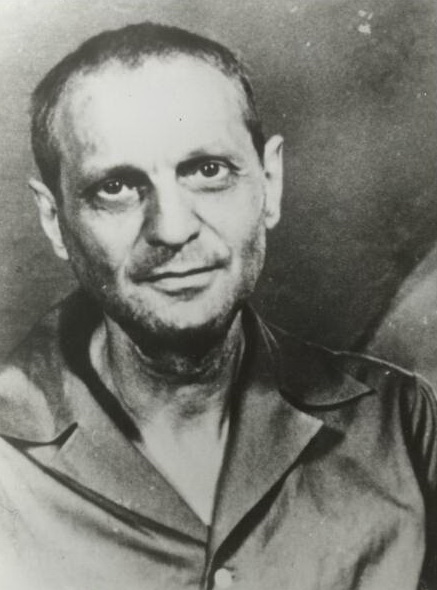
Richard Wurmbrand în anii 1950.

Supranumele „Sfântul închisorilor” a fost atribuit deținutului de către Nicolae Steinhardt, care a început să circule începând cu anii 1990, intrând și în memorialistica penitenciară. După William Totok, Steinhardt, arestat din 1958, a aflat de Gafencu din povestirile, colportajele și zvonurile intrate în folclorul carceral, neavând cum să verifice relatările despre deținutul pe care nu l-a cunoscut. Steinhardt a declarat că a atribuit termenul inspirat fiind de cel mai bun prieten și viitor cumnat al lui Gafencu, Ioan Ianolide.
Richard Wurmbrand, în cartea acestuia intitulată Cu Dumnezeu în subterană, București, 2007 a susținut că a fost primul care a primit și a fost tratat cu streptomicină la Târgu Ocna, utilizând o filieră protestantă și complicitatea unui medic din închisoare. Descendenții lui Wurmbrand au declarat public că soția lui, Sabina Wurmbrand (1913–2000), a dus medicamentele la penitenciar. De asemenea, unii legionari încarcerați la Târgu Ocna, precum doctorul Aristide Lefa (1923–2009), nu au menționat faptul salvării pastorului de către Gafencu.
Wurmbrand a susținut că a ajutat apoi și pe alții, inclusiv un antisemit (descris astfel de Wurmbrand), pe nume Ion Sultaniuc, care nu dorea să accepte ajutor de la un evreu. Această variantă a fost reluată și de istoricul Mircea Stănescu în cartea Reeducarea, vol. III. În cartea hagiografică pro-legionară Sfântul închisorilor. Mărturii despre Valeriu Gafencu adunate și adnotate de monahul Moise, Prefață de arhiepiscopul Andrei, Editura Reîntregirea, Alba Iulia, 2007 relatarea lui Wurmbrand a fost dezavuată drept „minciună”, susținându-se că Sultaniuc ar fi refuzat medicamentul „nu pentru că era antisemit”, ci pentru că pastorul i-a criticat pe legionari și l-ar fi denigrat pe Corneliu Zelea Codreanu, afirmând că acesta era „cumpărat de comuniști”. Totodată, în această carte i se reproșează lui Wurmbrand, descris ca un om „fără caracter”, că a trecut intenționat sub tăcere faptul că, în realitate, Gafencu i-ar fi salvat viața.
În jurul lui Wurmbrand au fost create mai multe legende după apariției presei postcomuniste, în scopul discreditării acestuia, fiind redus la „bunul sălbatic” a cărui motiv de a exista era de a-i fi salvată viața de către Valeriu Gafencu, iar drept recunoștință pentru sacrificiu, urmând a se boteza în credința ortodoxă sub numele de Valeriu. Hagiografii aparținând fenomenului „sfinții închisorilor comuniste”, urmând narativa predecesorilor, au schițat profilul evreului întâlnit în mediul de închisoare ca fiind de trădător, torționar, informator, ofițer de securitate sau tovarăș de drum al regimului comunist. De asemenea, s-a utilizat și retorica „evreul rămâne tot evreu” în cazul lui Wurmbrand când nu a menționat episodul salvării.
Cert este că, în lumea închisorii, gesturile de întrajutorare erau frecvente și erau inițiate de diferite resorturi: grija creștinească pentru celălalt, convingeri umanitare, ideea legionară a sacrificiului, camaraderia, empatia, simțul datoriei profesionale sau altele. În alte cazuri toate impulsurile puteau fi la un loc. Potrivit istoricului Adrian Cioflîncă, nu se cunoaște ce a contat pentru Gafencu și nici dacă se poate spune că i-a salvat viața lui Wurmbrand.

Pe de altă parte, în ceea ce privește subiectul reeducării comuniste prin tortură și teroare psihologică, tratamentul aplicat „sfinților închisorilor” avea adeseori autori foști legionari, aceștia nefiind doar victime.
Potrivit autorului Ionuț Biliuță, narativa cu privire la martirajul lui Valeriu Gafencu a continuat să fie instrumentată ca argument principal în cererea de canonizare a deținutului și în respingerea acuzațiilor de antisemitism îndreptate Mișcării Legionare. În mod asemănător, Oliver Jens Schmitt a susținut că în cultura rememorării, convertirea pastorului protestant, fost comunist, de către Valeriu Gafencu, fost legionar, are scopul scutirii grupului „sfinții închisorilor” de acuzația de antisemitism, în condițiile în care este format în principal din legionari sau simpatizanți.

### Propunere de canonizare

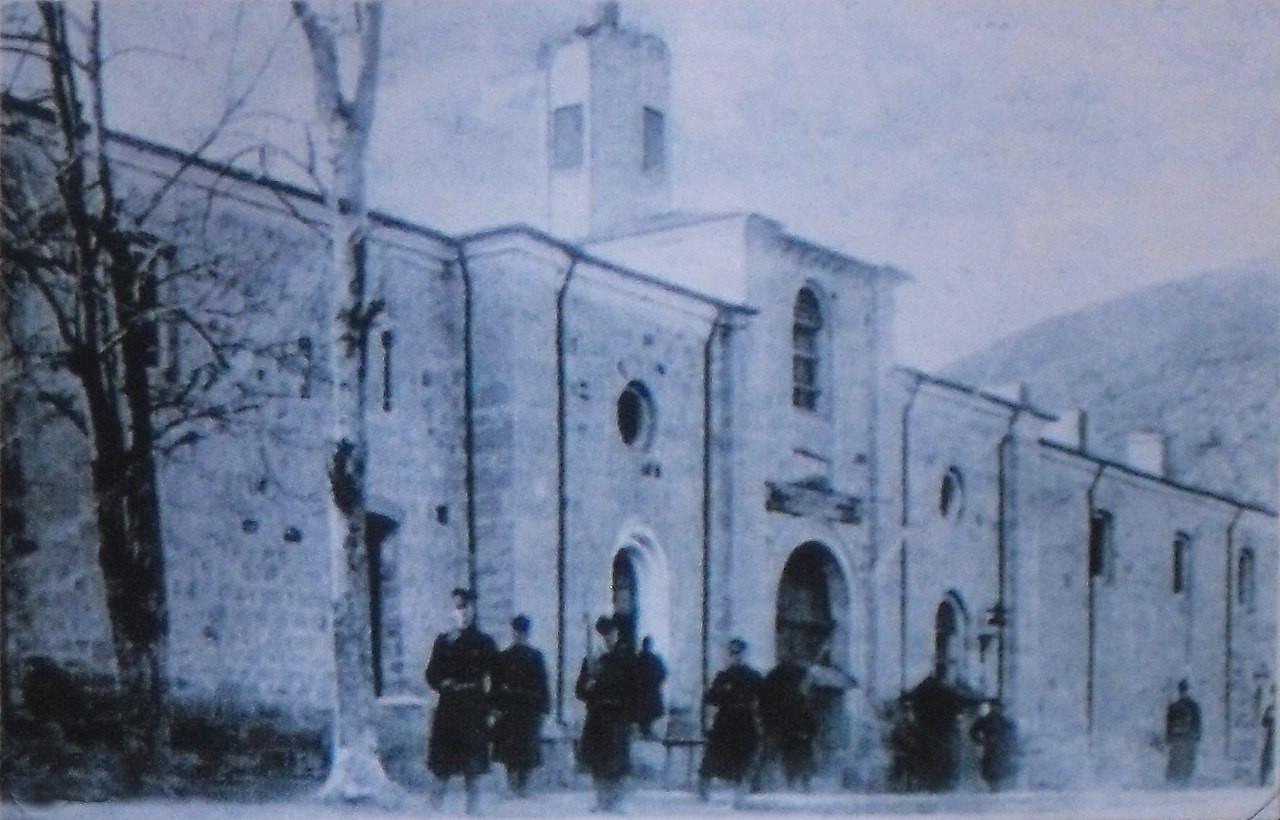
Închisoarea centrală de muncă silnică Târgu Ocna în 1906, pavilionul administrativ și parțial de detenție. Din 1931 a devenit penitenciar-spital.

Începând din anul 1990 a apărut fenomenul „sfinții închisorilor comuniste”, o inițiativă a foștilor deținuți legionari de a comemora colegii decedați în închisorile comuniste. Mișcarea subterană ortodoxă a fost încurajată în țară de arhimandritul Iustin Pârvu și părintele Gheorghe Calciu-Dumitreasa, de sub care s-a lansat și o mișcare publică în 2008 de conferințe și publicări de biografii și interviuri ale victimelor legionare care au supraviețuit regimului și au murit ulterior, un exemplu fiind volumul Din temnițe spre sinaxare. Despre mucenicii Prigoanei comuniste. Fenomenul a luat amploare în 1996, când a fost prezentat Sfântului Sinod al Bisericii Ortodoxe Române dosarul lui Valeriu Gafencu în scop de canonizare, primul de acest fel, la 6 martie 1996. Campania de strângere a mărturiilor despre Gafencu printre foștii deținuți politici, în scopul pregătirii propunerii, a început însă din 1992.
Deși prezentat dintr-o poziție modestă, de conducător al organizației Frățiile de Cruce din Iași, Gafencu a ajuns reprezentant al mișcării de canonizare a legionarilor morți în martiri ortodocși ai închisorilor comuniste, apărând ca prototip al martirului legionar. În cazul deținutului, pe lângă fapta salvării lui Richard Wurmbrand, se subliniază și îndeplinirea poruncii legionare a jertfei fără rezistență care urma să descrie aproape toți martirii legionari în conturarea portretului de sfinți.
Manifestarea nu este specifică României, a fost întâlnită în țări precum Serbia, unde Biserica Ortodoxă Sârbă l-a transformat pe episcopul antisemit Nikolaj Velimirović (1880-1956) din „trădător”, în viziunea comuniștilor, într-un „sfânt” dar și în Slovacia, unde s-a încercat beatificarea episcopului Ján Vojtaššák⁠(en)[traduceți], simpatizant nazist, acțiune oprită după ce mai mulți istorici israelieni i-au scris papei Ioan Paul al II-lea. În Croația, arhiepiscopul Alojzije Viktor Stepinac⁠(en)[traduceți], consilier spiritual al lui Ante Pavelić în timpul regimului marionetă nazist al Ustașa este un alt exemplu.
În țară, alte persoane pe lângă Valeriu Gafencu care sunt considerate martiri pentru că au fost condamnate pentru că ar fi aparținut sau au simpatizat cu Mișcarea Legionară sunt: Mircea Vulcănescu, Radu Gyr, Vintilă Horia și Ion Gavrilă Ogoranu.
În ceea ce privește memoria Holocaustului în România, se remarcă mai multe discursuri:
- cel de asumare simbolică a lui de către statul român,[44]
- și pe de altă parte, promovarea de către autorități și organizații civice, a unor conducători sau membrii activi ai legionarismului: Valeriu Gafencu sau Ion Gavrilă Ogoranu. Tot în această categorie sunt incluse și omagierile aniversar-comemorative, busturile, numele de străzi și instituții ale unor reprezentanți ai culturii interbelice care au adoptat ideologia extremei drepte. În același timp, opțiunile ideologice ale membrilor sunt catalogate ca „derapaje de tinerețe”.[45] Administrațiile publice locale sau instituții aflate în coordonare încă răspund solicitărilor de simbolizare a valorilor sau liderilor legionari. Astfel, se organizează[46] întâlniri în școli cu sau despre legionari participanți la lupta anticomunistă din munți, conferințe comemorative găzduite de instituții județene de cultură. De asemenea, consilii locale votează titluri de cetățeni de onoare post-mortem. Acestea se întâmplă, în opinia lui Alexandru Florian, pentru că există un dezinteres față de apartenența politică, prevalând eticheta de militant anticomunist.[44]

În octombrie 2003, revista Rost, editată de Claudiu Târziu, a publicat un număr special dedicat lui Valeriu Gafencu, fiind prezentat ca o victimă nevinovată și ca „Sfînt al închisorilor”. Sintagma a fost preluată și promovată ulterior și în alte publicații, inclusiv în numărul special al revistei, considerată neolegionară, Permanențe nr. 2 din 2017 care îl descria ca „răstignit al neamului românesc”, „apărător al ortodoxiei” și „martir” care merită a fi sanctificat.
Paul Miron, devenit ulterior profesor la Universitatea din Freiburg (RFG), care a avut o soră logodită cu Gafencu, a susținut că autoritățile ar fi măsluit realitatea, menționând că, în 1941, nu ar fi știut prea multe despre legionarism. În opinia lui William Totok, condamnarea politică pentru participarea la Rebeliunea legionară este bagatelizată în hagiografiile dedicate lui Gafencu.
La nivelul anului 2013 Biserica Ortodoxă Română avea în vedere propunerea de a fi canonizat, în contextul în care sunt exercitate presiuni asupra BOR, în special de Asociația Foștilor Deținuți Politici din România (AFDPR), pentru a canoniza anumiți legionari dispăruți în închisorile comuniste. Această acțiune reprezintă în același timp un monopol subtil al continuatorilor Mișcării Legionare asupra rezistenței anticomuniste din România, nejustificat de realitate.

### CultulGafencu

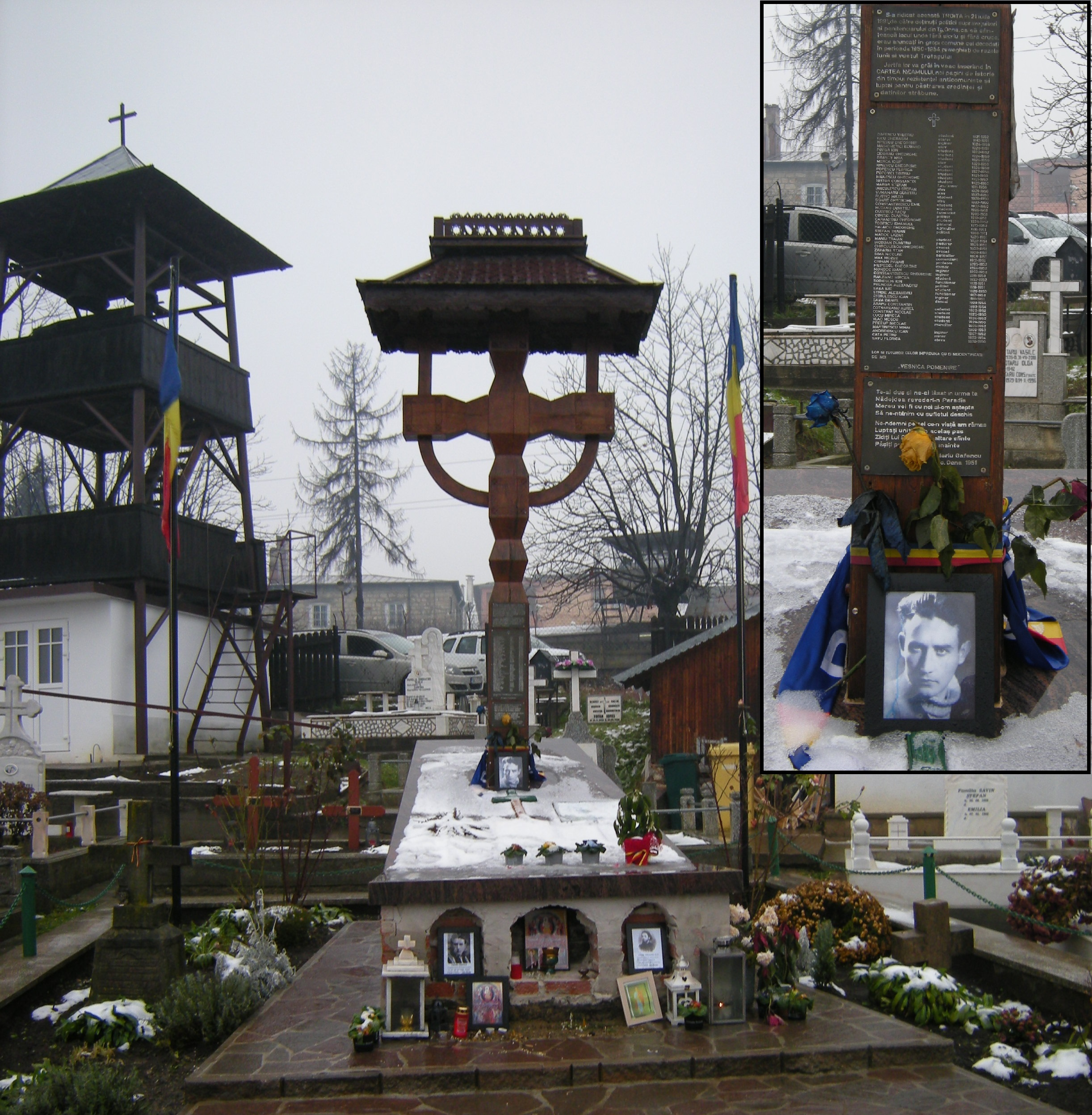
Troița ridicată la 21 iulie 1991, aflată în cimitirul bisericii „Sfinții Împărați Constantin și Elena” din Târgu Ocna, unde au fost îngropați deținuții închisorii (aflată în planul depărtat).
Se presupune că și Valeriu Gafencu s-ar afla îngropat în cimitir.

Cercetătorii CNSAS Adrian Cioflâncă și Adriana Radu sunt de acord că după anul 1989 efigia lui Valeriu Gafencu este abuzată, devenind un obiect de cult pentru grupări neolegionare și ortodoxiste, fiind folosit drept paravan și legitimare împotriva acuzațiilor de antisemitism și extremism aduse extremei drepte. Astfel, se dorește ca Gafencu să fie dovada magnanimiei și superiorității morale legionare, prin prezentarea acestuia drept prototip al categoriei „Sfinți ai închisorilor”. În acest sens se menționează afecțiunea lui Gafencu pentru evreii închiși în închisoare, deși acest presupus fapt nu au fost niciodată menționat în memoriile acestora (de exemplu, de pastorul Richard Wurmbrand). Sunt folosite de către grupări și relatările lui Richard Wurmbrand conform cărora Valeriu Gafencu nu ar fi fost antisemit. Cu toate acestea, din relatările discuțiilor din închisoare reiese că Gafencu colporta majoritatea prejudecăților antiiudaice din ideologia legionară. Wurmbrand mai este valorificat ca evreu convertit și cu luări de poziții antisemite.
În același timp, prin promovarea cultului, grupările fundamentaliste caută expresie în lumea contemporană. Aceste acțiuni sunt parte unei încercări de reabilitare a Mișcării Legionare și a membrilor săi, manifestată mai ales prin intermediul unor lucrări scrise, de către unii autori simpatizanți ai mișcării. În opinia lui Alexandru Florian, unul dintre acești autori este și Radu Preda, care în mai 2014 a fost numit director al Institutului pentru Investigare a Crimelor Comunismului și Memoria Exilului Românesc (IICCMER). Imediat după numirea sa, Preda, de profesie teolog, a declarat că este „obligația” lui să plaseze „agenda «Sfinților închisorilor» pe ordinea de zi a institutului”. Predecesorul său, istoricul Andrei Muraru, a evitat orice asociere a IICCMER cu promotorii Mișcării Legionare și al „martirajului competitiv” (sintagmă folosită de Vladimir Tismăneanu în legătură cu competiția postcomunistă dintre victimele Holocaustului și ale Gulagului).
Pe de altă parte, Adrian Cioflâncă, în calitate istoric CNSAS și de secretar de stat, a susținut în 2015 că acțiunea de promovare a cultului „sfinții închisorilor” este una de tip legionar, însă alături de alte manifestări pro-legionare, aceasta s-a codat. Sursele cultului sunt multiple: grupuri ortodoxiste, oameni care obțin foloase financiare din promovarea acestora, precum și grupuri neolegionare. Între persoanele promovate se suprapune profilul nedemocratic și simpatia pentru Mișcarea Legionară. De asemenea, în cadrul Consiliului Național pentru Studierea Arhivelor Securității regulat ajung cereri de acreditare în scopul studierii de tematici, precum cea a „sfinților închisorilor”, de personaje cultivate intens pe site-urile web pro-legionare care au apărut online în ultimii ani. În cazul lui Gafencu, acesta este prezentat ca martir al crucii pe site-uri ca sfintii-inchisorilor.ro și orthodoxword.wordpress.com și glorificat în scrieri neolegionare precum: Monk Moise Sava, The Saint of the Prisons: Notes on the Life of Valeriu Gafencu, Editura Agnos, Sibiu, 2009 și în Octavian Anastasescu, Lângă Valeriu Gafencu, Sfântul închisorilor. Mărturia unui fost socialist, Editura Meditația, Editura Areopag, București, 2014.

#### Cetățean de onoare al Târgu Ocnei
Ca parte a cultului Gafencu face parte și acțiunea primăriei orașului Târgu Ocna de a-l declara post-mortem cetățean de onoare al orașului, în lipsa unei dezbateri publice, la 10 februarie 2009.
Federația Comunităților Evreiești din România (FCER), reprezentată de deputatul Aurel Vainer, și Institutul Național pentru Studierea Holocaustului din România „Elie Wiesel”, instituție aflată în subordinea Guvernului României, condusă de Alexandru Florian, au luat poziție împotriva deciziei primăriei, în conformitate cu Legea 51/1991 privind siguranța națională a României, care precizează la articolul 3, litera h, faptul că acțiunile de inspirație legionară reprezintă amenințări la adresa siguranței naționale și Legea 107/2006 care prevede interzicerea organizațiilor și simbolurilor cu caracter fascist, rasist sau xenofob și a promovării cultului persoanelor vinovate de săvârșirea unor infracțiuni contra păcii, unde se menționează explicit că este interzisă promovarea simbolurilor extremei drepte.
Consiliul Local Târgu Ocna a respins solicitarea Institutului din noiembrie 2012 de a i se retrage, lui Valeriu Gafencu, titlul de cetățean de onoare acordat post-mortem. Fundația neolegionară „Ion Gavrilă Ogoranu” a transmis ulterior un comunicat în care își manifesta victoria față de Institutul „Elie Wiesel”.
Consiliul Local Târgu Ocna, prin decizia nr. 47 din 21 iunie 2013, a retras statutul de cetățean de onoare al orașului. Potrivit unui reprezentant al Fundației „Ion Gavrilă Ogoranu”, retragerea a fost introdusă de primarul orașului cu două zile înainte la presiunile Institutului „Elie Wiesel”, Guvernului României, Prefecturii Bacău, Ambasadei SUA și Ambasadei Israelului și a unor intimidări subtile exercitate de ofițeri din cadrul Serviciului Român de Informații. Decizia administrației din Târgu Ocna a fost contestată în justiție de fundație. Tribunalul Bacău, cât și Curtea de Apel Bacău, care a respins ulterior recursul Consiliului Local, au constatat că decizia nr. 47 din 21 iunie 2013 a încălcat legea administrației locale. Decizia Consiliului Local Târgu Ocna a fost anulată pe motive de formă: absența caracterului urgent și încălcarea prevederilor privind publicitatea și transparența deciziei. Consilierii locali vor putea în continuare să emită o dispoziție de retragere a statutului de cetățean de onoare, dar cu condiția respectării tuturor prevederilor legale.

##### Proteste legate de retragerea statutului
În 30 mai 2013, a fost organizat un protest în Piața Victoriei din București, simultan cu ședința Consiliului Local Târgu Ocna programată în aceeași zi, în care urma să se discute retragerea titlului de onoare acordat post-mortem. Protestul a fost anunțat online de unele grupări de extremă dreaptă care au specificat că singurele simboluri admise în cadrul acțiunii sunt steagul României, crucea și poza lui Valeriu Gafencu. Istoricul Alexandru Climescu a declarat că protestul a reunit adepți variați ai extremei drepte și a reușit să adune mai mulți susținători decât în protestele anterioare unde au fost folosite însemne fasciste, protestul bucurându-se de o legitimitate crescută datorită susținătorilor din afara orizontului de extremă dreaptă. Acest lucru a dovedit, în opinia istoricului, capacitatea de disimulare a adepților extremei drepte. De asemenea, extrema dreaptă a reușit să își introducă mesajele în dezbaterea publică în special în dezbaterile dominate de discursuri cu caracter anticomunist sau cu cele privind conservarea valorilor național-creștine.
Directorul Asociației Foștilor Deținuți Politici din România (AFDPR), Octav Bjoza, ce a făcut în trecut afirmații pro-legionare, a criticat decizia de retragere a titlului de cetățean de onoare în anul 2013. În același an, președintele Federației Române a Foștilor Deținuți Politici Luptători Anticomuniști (FRFDPLA sau FFDP, organizație disidentă, desprinsă de AFDPR), Marcel Petrișor, a semnat o petiție intitulată „Solidaritate cu Valeriu Gafencu!”, în care se cere primăriei din Târgu Ocna „să nu dea curs presiunilor Institutului Elie Wiesel și să nu retragă Sfîntului închisorilor titlul de cetățean de onoare”. Petiția a mai fost semnată de Coriolan Baciu, președintele Fundației „Ion Gavrilă Ogoranu”, Valentin Cantor, președintele AFDPR-București, Lucia Hossu-Longin de la Fundația Memorialul Durerii, actorul Dan Puric, Ioan Șuță de la Fundația Sfinții Închisorilor, Claudiu Târziu, președintele Asociației Rost și Răzvan Codrescu, membru Rost, Irina Popescu de la Fundația „Arsenie Boca” ș.a. Conform unei relatări a lui Michael Shafir, la o manifestare din 2013 despre „sfinții închisorilor”, Octav Bjoza i-a replicat lui William Totok, pe care îl credea evreu, următoarele: „Mai întâi ne-ați luat țara, acum vreți să ne luați și sfinții”.
După Alexandru Florian, logica simbolică după care Gafencu a fost făcut cetățean de onoare în locul unde regimul comunist l-a ținut închis, deși nu acesta l-a condamnat, este ca regimul să fie dovedit criminal iar prin gestul consilierilor locali comunitatea să își ceară scuze pentru o așa-zisă nedreptate. Imaginea legionarului devine astfel una eroizantă.
Istoricul Adrian Cioflâncă a declarat într-un interviu la 5 ianuarie 2015 că:
| “ | Nu, Ion Gavrilă Ogoranu, Valeriu Gafencu și Iustin Pârvu nu sînt sfinții acestei țări și nu reprezintă valorile democratice pe care se bazează prezentul și stabilitatea României. Aici se separă apele decisiv. Nu orice formă de anticomunism este legitimă. Anticomunismul pro-totalitar, antidemocratic și antisemit repugnă în lumea civilizată. [...] La nivel public sunt cunoscute multe amănunte despre biografiile celor menționați, dar sunt redate adesea unilateral și encomiastic. Suferința trebuie cunoscută, dar și faptele [...]. | ” |
|   | |   |

Preotul Marcel Răduț Seliște pentru blogurile Adevărul a fost de acord că acțiunea începută de Institutul „Elie Wiesel” ar fi fost lăudabilă dacă Gafencu ar fi luat direct parte la Holocaustul din România, fie ca legionar, fie ca oficial militar al dictaturii lui Ion Antonescu. Acesta în schimb a criticat intervenția institutului. Istoricul Sorin Adam Matei a declarat că Gafencu poate fi un model de comportament creștin și fiind demn de sanctificare cu condiția ca suporterii acțiunii să dovedească faptul că Gafencu a regăsit adevăratul creștinism și a renunțat la legionarism. Tot acesta a mai afirmat că nu se știe încă dacă Gafencu a renunțat la erezie, întrucât mărturiile sunt parțiale și partizane și nu se spune nimic despre credințele legionare ale acestuia din închisoare sau dacă mai credea în Căpitan.

## Evoluții
Cezarina Condurache, membră a Asociației Rost, a adus un omagiu lui Gafencu într-o carte a sa publicată în anul 2015.
În 5 mai 2015, FRFDPLA împreună cu Fundația „Ion Gavrilă Ogoranu” au organizat în Muzeul Municipiului București o „seară de film în memoria partizanilor făgărășeni”, eveniment dedicat memoriei unor reprezentanți ai Mișcării Legionare, unde au fost omagiați Ion Gavrilă Ogoranu și Valeriu Gafencu. În prezidiu s-au aflat Octav Bjoza, subsecretar de stat, împreună cu Florin Dobrescu, președinte executiv al Partidului „Totul pentru Țară”. În acest context, Institutul „Elie Wiesel” a dezaprobat manifestarea.
În mai 2020 a fost expus un bust al lui Valeriu Gafencu în Chișinău.
În 24 februarie 2021, senatorul Sorin Lavric din partea AUR a adus un omagiu lui Valeriu Gafencu în plenul Senatului cu ocazia a 100 de ani de la nașterea sa, motiv pentru care Institutul „Elie Wiesel” a trimis un comunicat Senatului României prin care institutul a avertizat de rolul avut de omagiat în contextul Rebeliunii legionare din 1941. Arhiepiscopul Tomisului, Teodosie Petrescu, a ținut o prelegere despre Valeriu Gafencu. Deputatul Silviu Vexler în 8 martie 2021 a criticat în Senat omagierea lui Gafencu, Mircea Vulcănescu și a altora.
Reacția publică după omagiul adus de Sorin Lavric a avut, în opinia lui William Totok, două direcții: cea de reproș la adresa parlamentarului, aducându-se în discuție legislația care interzice cultul criminalilor de război și militarilor fasciști și cea care a asimilat gestul drept un act ieșit din comun, curajos.

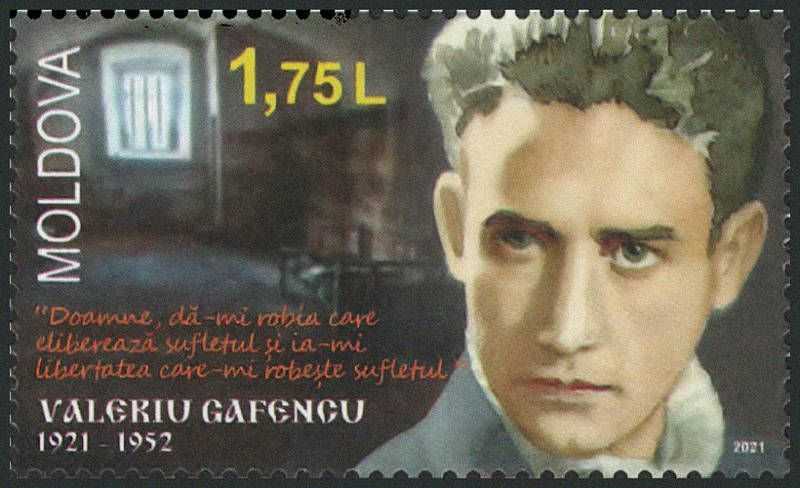
Timbru poștal din Republica Moldova (2021)

În anul 2021 Valeriu Gafencu a fost omagiat de Poșta Moldovei cu un timbru cu efigia acestuia.
În 20 martie 2021, la o manifestare coronasceptică care a avut loc în București, reprezentantul „Asociației Calea Neamului” a declarat că cei prezenți demonstrează și „pentru Valeriu Gafencu”.

Potrivit unei analize făcute de publicația G4media în 2023, parchetele închid 96 % din dosarele care vizează Ordonanța de Urgență 31/2002, unde se interzice și pedepsește cu închisoarea promovarea în public a doctrinelor sau figurilor legionare. Astfel, în martie 2024, cu ocazia comercializării unei reviste cu imaginea de copertă cu Gafencu, de către o persoană promovată de către Biserica Ortodoxă Română (BOR), biroul de presă a menționat faptul că revista nu aparține bisericii, fiind una privată și că:
„BOR a condamnat oficial orice formă de extremism ideologic trecut (atât legionarismul, cât și comunismul) și respinge orice formă de extremism ideologic și politic prezent. Cazul Valeriu Gafencu este unul sensibil, întrucât acest om a murit foarte tânăr în închisoarea comunistă de exterminare de la Târgu Ocna și, datorită torturilor îndurate și mărturisirii martirice a credinței sale creștine, a fost numit chiar de către Nicolae Steinhardt „sfântul închisorilor”. Dincolo de trecutul său legionar scurt (nu a luat parte la mișcări asociate cu holocaustul din România), el este perceput de foarte mulți ca fiind un om care a trecut printr-o reală convertire și care a murit ca deținut politic anticomunist, dându-și viața prin cedarea medicamentelor care l-ar fi putut salva inclusiv pastorului Richard Wurmbrand.”